# Le Rêve dans le pavillon rouge (film, 1977)
Pour plus de détails, voir Fiche technique et Distribution.
Le Rêve dans le pavillon rouge (金玉良缘红楼梦, Jīnyù liángyuán hónglóumèng, The Dream of The Red Chamber) est un film hongkongais réalisé par Li Han-hsiang, sorti en 1977.
C'est l'adaptation du roman Le Rêve dans le pavillon rouge qui est le dernier des quatre grands romans de la littérature classique chinoise et qui a été écrit par Cao Xueqin au XVIIIe siècle.

## Synopsis
Cette histoire se passe au XVIIIe siècle pendant la dynastie Qing et c'est centrer sur le clan Jia qui est une famille aristocrate.

## Fiche technique
- Titre original : 金玉良缘红楼梦, Jīnyù liángyuán hónglóumèng
- Titre international : The Dream of The Red Chamber
- Titre français : Le Rêve dans le pavillon rouge
- Réalisation : Li Han-hsiang
- Scénario : Li Han-hsiang d'après le roman de Cao Xueqin
- Pays d'origine : Hong Kong
- Format : Couleurs - 35 mm - 2,35:1 - Mono
- Genre : musical, romance
- Durée : 110 minutes
- Date de sortie : 1977

## Distribution
- Brigitte Lin : Jia Baoyu
- Sylvia Chang : Lin Daiyu
- Michelle Yim : Xue Baochai
- Deborah Dik : Ji Juan
- Lai Wang : grand-mère
- Ouyang Sha-fei : madame Jia
- Hua Yueh : maître Jia
- Niu : Chiang Chi Guan
- Hu Chin : madame Lian
- Ching Chu : Xi Ren
- Tsui Ling Yu : Ching Wen
- Kara Hui : She Yu